# ルドビク・ダネク
ルドビク・ダネク(Ludvík Daněk、1937年1月6日 - 1998年11月16日)は、チェコスロバキアの陸上競技選手。円盤投の選手として1964年東京オリンピックから4大会連続オリンピックに出場。東京、メキシコ大会では、アメリカの4大会連続金メダルを獲得したアル・オーターに敗れ金メダル獲得はならなかったものの、銀、銅メダルをそれぞれ獲得。アル・オーターが出場しなかった1972年ミュンヘンオリンピックでついに金メダルを獲得した。
なお、1972年ミュンヘンオリンピックと、1976年モントリオールオリンピックでは、開会式においてチェコスロバキア選手団の旗手を務めている。

## 世界記録
- 円盤投　64.55m　1964年8月2日
- 円盤投　65.22m　1965年10月12日
- 円盤投　66.07m　1966年6月7日

## 主な戦績
| 年   | 大会                 | 場所                     | 種目   | 結果 | 記録   |
| ---- | -------------------- | ------------------------ | ------ | ---- | ------ |
| 1964 | オリンピック         | 東京(日本)               | 円盤投 | 2位  | 60.52m |
| 1966 | ヨーロッパ陸上選手権 | ブダペスト(ハンガリー)   | 円盤投 | 5位  | 56.24m |
| 1968 | オリンピック         | メキシコシティ(メキシコ) | 円盤投 | 3位  | 62.92m |
| 1969 | ヨーロッパ陸上選手権 | アテネ(ギリシャ)         | 円盤投 | 4位  | 59.30m |
| 1971 | ヨーロッパ陸上選手権 | ヘルシンキ(フィンランド) | 円盤投 | 1位  | 63.90m |
| 1972 | オリンピック         | ミュンヘン(西ドイツ)     | 円盤投 | 1位  | 64.40m |
| 1974 | ヨーロッパ陸上選手権 | ローマ(イタリア)         | 円盤投 | 2位  | 62.76m |
| 1976 | オリンピック         | モントリオール(カナダ)   | 円盤投 | 9位  | 61.28m |